# وایستر
وایستر (به هلندی: Wijster) یک منطقهٔ مسکونی در هلند است که در میدن-درنته واقع شده‌است. وایستر ۱٬۰۰۰ نفر جمعیت دارد.